# Isramco
Isramco (hebrejsky: ישראמקו, Jisra'mko, zkratka ISRA.L) je izraelská firma.

## Popis
Jde o firmu zaměřující se na ropný a plynařský těžební průmysl. Byla založena v roce 1982. Vyvíjí aktivity v Izraeli a v USA, kde má centrálu ve městě Houston. Je obchodována na Telavivské burze cenných papírů a je zařazena do indexu TA-25.
Podle údajů ke květnu 2011 držely kontrolní balík akcií ve výši 33,35 % především společnosti Israel Oil Company a Naphta. 6,38 % ovládali institucionální investoři a zbytek byl volně obchodovaný.